# Mezőkeresztes
Mezőkeresztes is een plaats (nagyközség) en gemeente in het Hongaarse comitaat Borsod-Abaúj-Zemplén. Mezőkeresztes telt 4265 inwoners (2001).